# Chapelle expiatoire
Chapelle expiatoire är ett kapell i Paris, tillägnat Ludvig XVI och Marie-Antoinette. Kapellet är beläget vid Rue Pasquier i Paris åttonde arrondissement. Arkitekten Pierre Francois Leonard Fontaine fann inspiration i Pantheon i Rom.
Kapellet uppfördes 1826 på den tidigare Cimetière de la Madeleine, där Ludvig XVI och Marie-Antoinette hade begravts efter att ha blivit avrättade. År 1815 begravdes de i Saint-Denis-basilikan.